# Mirror Man (The Human League)
Mirror Man is een nummer van de Britse band The Human League uit 1982. Het is de eerste single van hun EP Fascination!.
"Mirror Man" werd vooral op de Britse eilanden een grote hit. Het wist de 2e positie te behalen in het Verenigd Koninkrijk. Ook elders in de westerse wereld bestormde het nummer de hitlijsten. In het Nederlandse taalgebied werd het een bescheiden hitje, met een 24e positie in de Nederlandse Top 40 en een 17e positie in de Vlaamse Radio 2 Top 30.